# Vattenpolo vid medelhavsspelen 1991
Vattenpoloturneringen vid medelhavsspelen 1991 avgjordes i Aten i Grekland. Endast herrarnas vattenpoloturnering genomfördes. I turneringen tävlade sex lag: Italien, Jugoslavien, Grekland, Frankrike, Spanien och Turkiet.

## Medaljsummering
| Gren                          | Guld | Silver | Brons |
| Herrarnas vattenpoloturnering | Italien Francesco Attolico Ferdinando Gandolfi Alessandro Bovo Giuseppe Porzio Alessandro Campagna Paolo Caldarella Mario Fiorillo Francesco Porzio Amedeo Pomilio Cristiano Ciocchetti Mario Marsili Carlo Silipo Gianni Averaimo | Jugoslavien Aleksandar Šoštar Dušan Popović Vašo Subotić Dubravko Šimenc Igor Milanović Viktor Jelenić Mirko Vičević Vito Padovan Mislav Bezmalinović Perica Bukić Anto Vasović Goran Rađenović Renco Posinković | Grekland Evangelos Patras Filippos Kaiafas Epaminodas Samartzidis Konstandinos Loudis Kyriakos Giannopoulos Anastasios Papanastasiou Nikolaos Venetopoulos Dimitrios Seletopoulos Dimitrios Bitsakos Evangelos Pateros Georgios Mavrotas Theodoros Lorantos Filippos Totogiannis |

## Placeringar
| \| Pl. \| Lag \| \| --- \| ----------- \| \| \| Italien \| \| \| Jugoslavien \| \| \| Grekland \| \| 4. \| Frankrike \| \| 5. \| Spanien \| \| 6. \| Turkiet \| |             |
| Pl. | Lag         |
| | Italien     |
| | Jugoslavien |
| | Grekland    |
| 4. | Frankrike   |
| 5. | Spanien     |
| 6. | Turkiet     |